# Памятник Сталину перед Третьяковской галереей

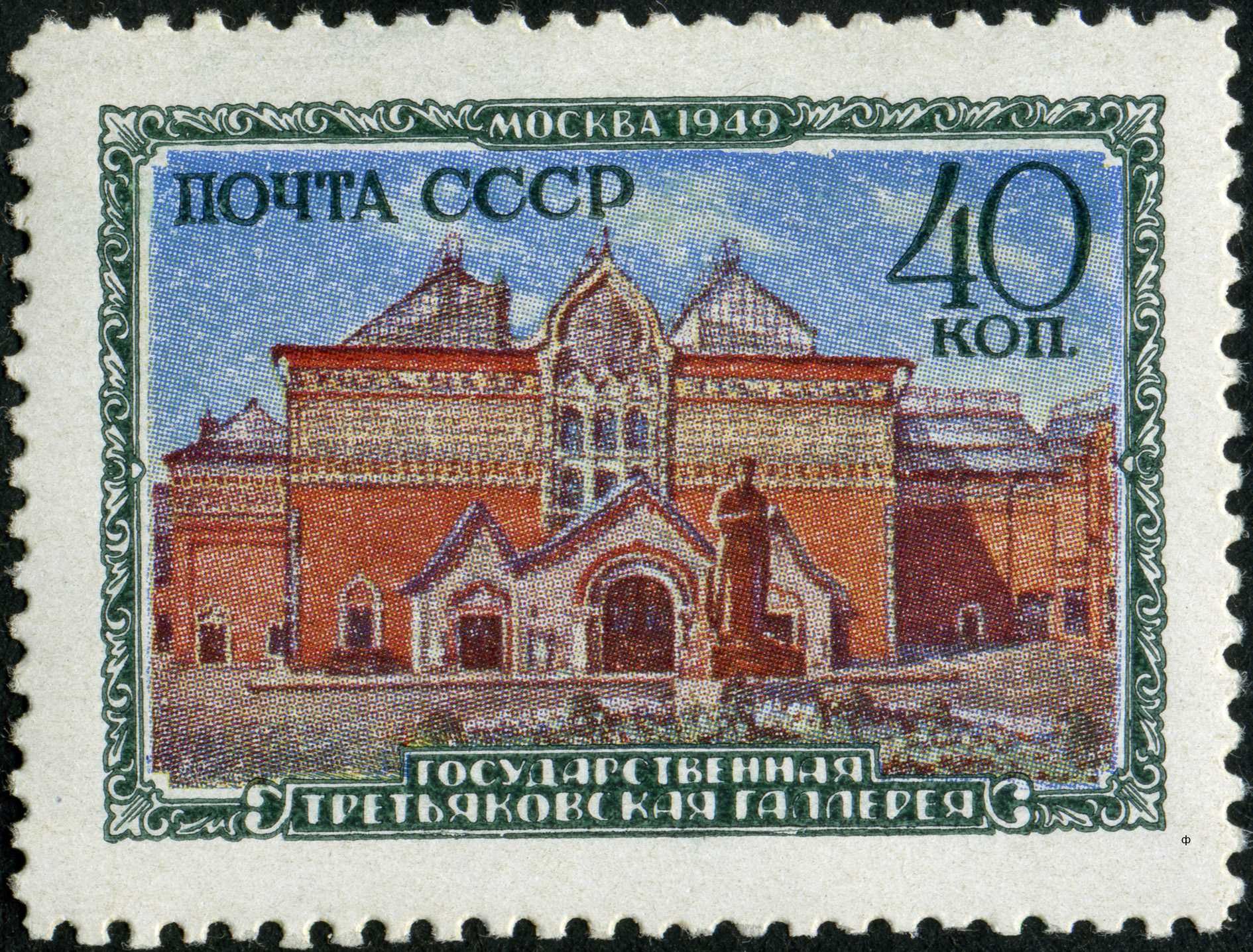
Марка СССР (1949): памятник Сталину перед Третьяковской галереей,

Один из памятников Сталину в Москве, созданных С. Д. Меркуровым, стоял перед входом в Третьяковскую галерею с 1939 по 1958 гг.
Скульптурное изображение секретаря ЦК ВКП(б) И. В. Сталина было установлено на площади перед Третьяковской галереей к его 60-летию. Ранее на этом месте стоял бюст Ленина.
По сравнению с монументами аванпорта и Всесоюзной сельскохозяйственной выставки в этом скульптурном изображении И.В. Сталина художник внимательнее и острее моделировал черты лица Сталина, обратил большее внимание на детали и портретную схожесть, меньше синтезировал образ, сделав его более простым и понятным массовому зрителю.
В ходе десталинизации времён «оттепели» памятник решили снести. После демонтажа в 1958 г. его переместили во двор Государственной Третьяковской галереи, а на этом месте в 1980 г. был установлен памятник Третьякову.
Скульптура по сей день прислонена к стене во внутреннем дворе главного здания Третьяковской галереи и имеет высокую степень сохранности. Очень похожая скульптура находится также в Парке искусств.